# Orientamento sessuale
L'orientamento sessuale è l'attrazione emozionale, romantica e/o sessuale di una persona verso individui di sesso opposto, dello stesso sesso o di entrambi i sessi. I principali orientamenti sessuali sono l'eterosessualità, l'omosessualità e la bisessualità, mentre l'asessualità è talvolta identificata come la quarta categoria.
L'orientamento sessuale non sembra essere una scelta. 
Secondo l'American Psychological Association, l'orientamento sessuale "si riferisce anche al senso di identità di una persona basato sulle attrazioni, i comportamenti correlati e l'appartenenza a una comunità di altri che condividono quelle stesse attrazioni". Androfilia e ginefilia sono termini usati nella scienza comportamentale per descrivere l'orientamento sessuale come alternativa a una concettualizzazione binaria di genere. L'androfilia descrive l'attrazione sessuale per la mascolinità;  la ginefilia descrive l'attrazione sessuale per la femminilità.
Non si conoscono ancora le esatte origini dell'orientamento sessuale, ma gli studi suggeriscono che provengano da una complessa interazione di influenze genetiche, ormonali e ambientali. Sebbene nessuna singola teoria sulla causa dell'orientamento sessuale abbia ancora ottenuto un ampio sostegno, gli scienziati preferiscono teorie basate sulla biologia. Ci sono molte più prove a sostegno delle cause biologiche dell'orientamento sessuale rispetto a quelle sociali, specialmente per i maschi. Non ci sono prove sostanziali che suggeriscano che le esperienze genitoriali o della prima infanzia abbiano un ruolo per quanto riguarda l'orientamento sessuale. In tutte le culture, la maggior parte delle persone è eterosessuale, con una minoranza di persone che hanno un orientamento omosessuale o bisessuale. L'orientamento sessuale di una persona può anche essere interno ad un continuum, dall'attrazione esclusiva per il sesso opposto all'attrazione esclusiva per lo stesso sesso.
È importante notare che l'orientamento sessuale è cosa distinta dal sesso biologico, dall'identità di genere e dal ruolo di genere; essi infatti definiscono, rispettivamente, il sesso genetico di una persona determinato dai cromosomi sessuali, il genere a cui sente di appartenere (ovvero se la persona identifica sé stessa come maschio, femmina o altro genere) e le norme sociali sul comportamento di uomini e donne relative ad una determinata cultura ed epoca.
Il concetto di orientamento sessuale è applicabile anche a numerose specie del mondo animale, dove sono riscontrati gli stessi tipi di orientamento che sono presenti anche nell'uomo; tuttavia la sessualità animale è differente da specie a specie e rispetto a quella umana, e creare parallelismi precisi tra di esse è impossibile.

## Definizione
Gli studi scientifici effettuati nell'arco di decenni hanno dimostrato che l'orientamento sessuale ha un range specifico, che può variare dalla completa attrazione verso persone dello stesso sesso alla completa attrazione verso persone del sesso opposto; ciononostante, vengono utilizzate solitamente tre categorie per definire l'orientamento sessuale: eterosessuale, omosessuale (lesbico, gay) e bisessuale - rispettivamente, attrazione verso persone del sesso opposto, dello stesso sesso e di entrambi i sessi. In alcuni casi viene considerata un orientamento sessuale anche l'asessualità (ovvero la scarsa o nulla attrazione verso persone del sesso opposto o dello stesso sesso; o ancora, semplice mancanza di orientamento sessuale).
Sebbene sia uso comune discutere dell'orientamento sessuale considerandolo una caratteristica strettamente personale, al pari del sesso biologico o dell'età, ciò non è del tutto corretto: l'orientamento sessuale si definisce infatti tramite relazioni interpersonali, e va spesso a determinare il tipo di individui che una persona sceglie di frequentare e in cui si aspetta di trovare una relazione soddisfacente per la realizzazione personale. Va anche distinto dalla pura e semplice attività sessuale, che può anche non esprimere l'orientamento sessuale di una persona.
Tutti i tipi di orientamento sessuale sono forme con cui gli esseri umani intrecciano legami affettivi; a dispetto di opinioni diffuse secondo cui le persone con orientamento sessuale non eterosessuale sarebbero disturbate o anormali, la ricerca non ha evidenziato un collegamento tra l'orientamento omosessuale o bisessuale e la psicopatologia, e pertanto la definizione dell'omosessualità come "disordine mentale" è stata abbandonata da associazioni di categoria come l'APA.

### La "preferenza sessuale"
Viene occasionalmente usata l'espressione "preferenza sessuale" come sinonimo di "orientamento sessuale"; tuttavia questi due termini hanno un significato distinto nell'ambito psicologico. Il termine "preferenza", infatti, presume un certo grado di libera scelta del proprio orientamento sessuale, cosa che un individuo non necessariamente ha, e che non ha trovato riscontro nella ricerca psicologica.
Il termine "preferenza sessuale" è usato soprattutto da coloro che sostengono la fluidità intrinseca del desiderio sessuale (rispetto al vero e proprio orientamento) e che la sessualità contenga un qualche elemento di scelta, nonché da chi crede che non si possa parlare di un definito orientamento sessuale fino ad una determinata età, in contrapposizione a coloro i quali pensano che la sessualità sia determinata da fattori genetici e/o evolutivi appartenenti, in ogni caso, alla primissima infanzia.

## Cause e percezione dell'orientamento sessuale
Secondo alcuni studiosi l'orientamento sessuale si definisce durante la prima infanzia;e non esiste un consenso unanime su quali siano le esatte ragioni per cui una persona sviluppa un orientamento sessuale eterosessuale, bisessuale od omosessuale. Tendenzialmente le cause sono ricercate in una combinazione di influenze genetiche, ormonali e ambientali, ma non sono emerse prove definitive al riguardo; per quanto concerne l'opinione diffusa secondo cui abusi sessuali, eventi traumatici o una cura o educazione errata dei figli possano influenzare lo sviluppo dell'orientamento sessuale, essa è priva di evidenze scientifiche.
È invece largamente condiviso fra gli studiosi il fatto che l'orientamento sessuale non sia frutto di una scelta, così come non esiste alcuna evidenza che esso possa essere modificato artificialmente in una direzione determinata.
(Sigmund Freud, 1920)
La percezione del proprio orientamento sessuale comincia generalmente a definirsi tra la media infanzia e la prima adolescenza, ma varia enormemente da persona a persona ed è indipendente dall'attività sessuale vera e propria: ad esempio, un individuo può identificarsi come eterosessuale, bisessuale o omosessuale anche prima di avere avuto rapporti sessuali, e viceversa. Va inoltre considerato che, secondo l'APA, la presenza di pregiudizio e discriminazione nella società costituiscono un impedimento per le persone con orientamento sessuale differente da quello eterosessuale a comprendere e accettare appieno il loro orientamento.

## Classificazione degli orientamenti sessuali

### Orientamento eterosessuale
Eterosessualità è il termine sociale applicato a quelle persone che si sentono attratte sentimentalmente ed eroticamente verso persone del sesso opposto: etimologicamente si basa dal greco heteros ("altro", "differente", da cui anche "etera", quindi colui che dirige la propria attenzione a chi è differente da sé). Costituisce l'orientamento sessuale prevalente (sia fra gli esseri umani che in quasi tutte le specie animali, salvo alcune eccezioni) definendo la capacità riproduttiva delle specie.
L'orientamento sessuale eterosessuale è rappresentato dalla comparsa nella sfera della coscienza (consapevolezza piena) di una preponderanza di sentimenti, pensieri erotici e fantasie sessuali (nella maggioranza dei casi a partire dalla pubertà) che riguardano individui di sesso opposto.

### Orientamento omosessuale

La "bandiera arcobaleno" che rappresenta l'intera comunità LGBTQ+.

La bandiera simbolo del lesbismo

La bandiera simbolo dell'omosessualità maschile

L'omosessualità è il termine sociale applicato a quegli individui che esprimono attrazione psicofisica per individui dello stesso sesso: si basa sul greco homos ("stesso", "uguale", dunque colui che dirige la propria attenzione a chi è uguale a sé). Definisce in modo specifico la relazione intercorrente tra un maschio con un altro maschio (genericamente indicata oggi con il termine "gay") oppure la relazione intercorrente tra una femmina con un'altra femmina (genericamente indicata con il termine "lesbica").
L'orientamento omosessuale è rappresentato dalla comparsa nella sfera della coscienza (consapevolezza piena) di una preponderanza di sentimenti, pensieri erotici e fantasie sessuali che riguardano un individuo dello stesso sesso. Non si deve confondere con l'effeminatezza - sebbene le due condizioni vengano spesso intercambiate -, che non costituisce un carattere peculiare dell'omosessualità, anche se può rappresentarne una delle forme.

### Orientamento bisessuale

La bandiera simbolo della bisessualità

La bisessualità è definita come attrazione verso più generi.
Nonostante il prefisso "bi-" possa trarre in inganno ed alludere ad un possibile binarismo, va tenuto presente che l'orientamento bisessuale non è in alcuna maniera escludente nel caso di persone transgender e non binarie.
L'orientamento bisessuale è rappresentato dalla comparsa nella sfera della coscienza (consapevolezza piena) di sentimenti, pensieri erotici e fantasie sessuali che riguardano indistintamente, sia persone dello stesso sesso, sia persone di sesso differente.

### Asessualità

Bandiera del movimento asessuale

È l'assenza di attrazione verso qualsiasi genere/sesso. Il movimento asessuale ha evidenziato l'esistenza di due elementi dell'attrazione, quello erotico e quello romantico, che nell'ambito dell'orientamento individuale possono esistere anche separatamente. Oltre a chi non prova nessuna forma o grado di attrazione la comunità asessuale include coloro la cui attrazione è priva della componente erotica e coloro che hanno uno scarso livello di attrazione.

### Pan e polisessualità

La bandiera dell'orgoglio pansessuale

La bandiera polisessuale

Esistono ulteriori modi di considerare l'orientamento sessuale, utilizzati perlopiù da chi rigetta le definizioni correntemente utilizzate per la sessualità umana, pansessualità e polisessualità: la prima è adottata da quelle persone che considerano di poter essere attratte da una persona indipendentemente dal suo sesso o genere, mentre la seconda viene adoperata dalle persone che ritengono di poter essere attratte da persone di sesso e genere diverso, ma rifiutano la netta divisione tra sesso maschile e sesso femminile. 

### Demisessualità

La bandiera simbolo della demisessualità

Quando una persona prova un'attrazione sessuale solo se è presente contestualmente anche un’attrazione romantica o un intenso legame emotivo.